# Kass Morgan
Œuvres principales
- Série Les 100

Kass Morgan, de son vrai nom Mallory Kass, née le 21 juillet 1984 à New York, aux États-Unis, est une romancière américaine. Elle publie pour la première fois en 2013 le premier tome d'une série dystopique, Les 100, qui est adaptée en série télévisée pour sept saisons par Jason Rothenberg.
Elle est titulaire d'une licence de l'université Brown et d'un master de l'université d'Oxford. Elle travaille actuellement en tant qu'éditrice à Scholastic et vit à Brooklyn, New York.

## Œuvres

### SérieLes 100
1. Les 100, Robert Laffont, coll. « R », 2014 ((en) The 100, 2013)
2. 21e jour, Robert Laffont, coll. « R », 2014 ((en) Day 21, 2014)
3. Retour, Robert Laffont, coll. « R », 2015 ((en) Homecoming, 2015)
4. Rébellion, Robert Laffont, coll. « R », 2017 ((en) Rebellio, 2016)

### SérieLight Years
1. Light Years, Robert Laffont, coll. « R », 2018 ((en) Light Years, 2018)
2. Supernova, Robert Laffont, coll. « R », 2020 ((en) Supernova, 2019)

### SérieThe Ravens
Cette série est coécrite avec Danielle Paige.
1. Les Ailes d'ombre, Robert Laffont, coll. « R », 2021 ((en) The Ravens, 2020)
2. Les Ailes de feu, Robert Laffont, coll. « R », 2022 ((en) The Monarchs, 2022)